# Magos Judit
Magos-Havas Judit (Budapest, 1951. február 19. – 2018. október 18. vagy előtte) magyar asztaliteniszező. Az asztalitenisz Európa-bajnokságok meghatározó szereplője az 1972-től 1982-ig tartó időszakban, számos érmet nyert egyéniben, párosban és csapatban. 1978-ban két aranyéremmel tért haza, és Magyarországon az év női sportolójának választották.

## Élete
A középiskolát a Teleki Blanka Gimnáziumban végezte el 1965–1969 között. A ping-pong mellett a Testnevelési Főiskola szakedzői szakát is elvégezte (1976–1980). A KSI-ben kezdett sportolni 1961-ben. 1969-től a Statisztika, 1984-től az ATSV Saarbrücken, 1985-től az ESMTK, 1987-től 1989-ig az Elvsberg sportolója volt.
1968-ban szovjet ifjúsági bajnok volt. 1969-ben szerezte első magyar bajnoki érmeit. Ebben az évben részt vett a világbajnokságon, ahol csapatban 12. volt. Az 1969-1970-es szezonban BEK-győztes lett. Ezt 1975 és 1976 kivételével 1984-ig megismételte. 1971-ben a nagojai vb-n csapatban lett kilencedik. 1972-ben indult először Európa-bajnokságon. Itt két aranyérmet szerzett. 1973-ban vb negyedik helyezett volt csapatban. Az Európa TOP 12 versenyen második volt. 1974-ben ismét kétszeres Európa-bajnok lett. Az Europa 12-n harmadik volt. A következő évben ismét negyedik lett a csapattal a világbajnokságon. 1977-ben vb 5. lett csapatban, párosban a legjobb nyolcig jutott. 1978-ban ismét két Európa-bajnoki címet ért el. 1979-ben megismételte a legutóbbi vb-n elért eredményeit. 1980-ban csapat ezüstéremmel tért haza az Európa-bajnokságról. 1981-ben hetedik lett a csapattal a világbajnokságon. 1982-ben a budapesti Eb-n a női párosban szerezte az utolsó kontinensbajnoki érmet. A következő évben, Tokióban búcsúzott a világbajnoki szereplésektől. 1984-től – megszakítással – az NSZK-ban légióskodott.

## Eredményei
- Világbajnokság: csapattal kétszer volt 4. helyezett (1973, 1975), 5. csapat (1977, 1979)
- Európa-bajnokság: 
  - 1. helyezett: egyéniben (1974., 1978.); párosban (1972., 1974.) partnere: Lotaller Henriette;  csapatban (1972., 1978.)
  - 2. helyezett: párosban (1978); csapatban (1974., 1980.)

## Díjai, elismerései
- Az év magyar sportolónője (1978)
- Az év magyar asztaliteniszezője (1973, 1974, 1976, 1978)
- örökös bajnok
- Az európai asztalitenisz hírességek csarnokának tagja (2015)[2]